# Mamiko Takai
Pour les articles homonymes, voir Takai (homonymie).
Mamiko Takai (高井 麻巳子, Takai Mamiko, née le 28 décembre 1966 à 
Obama, préfecture de Fukui, au Japon) est une chanteuse et idole japonaise des années 1980, qui débute en 1985 avec le groupe de J-pop Onyanko Club. 
Elle forme la même année en parallèle le duo Ushiroyubi Sasaregumi, premier sous-groupe d'Onyanko Club, avec sa collègue Yukiko Iwai. Elle commence aussi une carrière en solo en 1986, puis quitte ses deux groupes en 1987. Elle sort quatre albums solo et joue dans quelques drama télévisés avant d'épouser son producteur, Yasushi Akimoto, et de se retirer en 1988.

## Discographie

### Singles
- 1986.06.25 : Cinderella tachi e no Dengon
- 1986.09.21 : Melody
- 1986.12.21 : Yakusoku
- 1987.03.18 : Kagerou
- 1987.06.10 : Jōnetsu Rainbow
- 1987.09.21 : Usotsuki
- 1987.10.01 : Tender Rain
- 1988.04.06 : Komorebi no Season

### Albums
- 1987.01.21 : Itoguchi
- 1987.05.05 : Kokoro Biyori
- 1988.01.21 : Watashi no Mama de
- 1988.06.05 : Message

Compilations
- 2002.20.02 : My Kore! Kushon Takai Mamiko Best
- 2004.05.19 : Ushiroyubi Sasaregumi Uta no Oomoka Sono 2 - Takai Mamiko
- 2007.08.17 : Takai Mamiko Singles Complete

### Divers
Film
- 1986.12.13 : Koi Suru Onna Tachi

Vidéo
- 1987.07.05 : Tokei Jakake no Koakuma (Phantom)
- 1987.07.21 : First Concert DO・RA・MA

## Liens
- (en) Fiche de Mamiko Takai sur Idollica